# Aponogeton boivinianus
Aponogeton boivinianus är en enhjärtbladig växtart som beskrevs av Henri Ernest Baillon och Henri Lucien Jumelle. Aponogeton boivinianus ingår i släktet Aponogeton och familjen Aponogetonaceae. Inga underarter finns listade.